# Caradrina parvaspersa
Caradrina parvaspersa är en fjärilsart som beskrevs av Charles Boursin 1936. Caradrina parvaspersa ingår i släktet Caradrina och familjen nattflyn. Inga underarter finns listade i Catalogue of Life.